# Châtenay-Malabry
Châtenay-Malabry és un municipi francès, situat al departament d'Alts del Sena i a la regió d'Illa de França. L'any 1999 tenia 30.621 habitants.
Forma part del cantó de Châtenay-Malabry i del districte d'Antony. I des del 2016, de la divisió Vallée Sud Grand Paris de la Metròpolis del Gran París.

## Educació
- CentraleSupélec
- École Centrale de Paris